# رونی مسترسون
رونی مسترسون (انگلیسی: Ronnie Masterson؛ ۴ آوریل ۱۹۲۶ – ۱۰ فوریهٔ ۲۰۱۴) یک هنرپیشه اهل ایرلند بود. 
از فیلم‌ها یا برنامه‌های تلویزیونی که وی در آن نقش داشته است می‌توان به خاکسترهای آنجلا و سپیده‌دم اشاره کرد.